# Подойма
Подойма (рум. Podoima) — молдавское село, центр Подойменского сельсовета Каменского района непризнанной Приднестровской Молдавской Республики. Расположено в центральной части района, в 8 км к востоку от Каменки, на трассе Рыбница — Каменка. Застройка села является юго-восточной частью широкой полосы расселения, включающей также застройку городе Каменка и селе Подоймица.

## География
Село лежит на крутых террасах долины Днестра, в устье большого оврага, выходящего в днестровскую пойму. Примыкающие к селу склоны имеют южную экспозицию, что создаёт исключительно благоприятные условия для террасированного виноградарства и садоводства, а близость Днестра и его поймы — для огородничества и бахчеводства.
Село имеет линейную конфигурацию с нерегулярной застройкой, повторяющей неровности рельефа. Главными планировочными осями села являются шоссе Рыбница — Каменка и овраг, на склонах которого расположилась северная часть села. Особенностью территориальной организации сельской социально-бытовой инфраструктуры является её общность с инфраструктурой соседнего села Подоймица.

## Население
Подойма – одно из крупнейших сёл района, однако численность его населения за последние десятилетия неуклонно сокращалась.
- 1959 год — 2313 человек;
- 1979 год — 2270 человек;
- 1989 год — 2062 человека;
- 2004 год — 1780 человек.

Этнический состав населения представлен главным образом молдаванами (более 95 %), проживают также украинские, русские, немецкие семьи. Подавляющая часть селян исповедует православие.

## История
Люди издревле селились в окрестностях села. Здесь археологами была обнаружена стоянка первобытного человека и древнеславянское селище X—XII веков.
В XVII веке вдоль левого берега реки Днестр на старинном торговом шляхе между селом Каменкой и местечком Рашковом были построены небольшие хутора. Их население занималось преимущественно рыболовством, охотой и земледелием.
Датой основания села считается 1729 год, когда Подойма была заселена подольскими украинцами и бессарабскими молдаванами.
В 1824 году состоялось освящение храма во имя Святой Троицы, построенного на средства прихожан. О двух храмах, существовавших ранее не сохранилось никаких сведений, кроме того, что они были деревянными и разрушились из-за ветхости.
В 1859 году в селе проживало 838 человек. Село было одним из крупнейших в округе. Крестьяне преимущественно платили натуральный оброк помещикам. Во второй половине XIX века сложилась устойчивая агарная специализация на товарном бахчеводстве, огородничестве («капустники»), табаководстве и особенно виноградарстве (1/3 сельскохозяйственных угодий). Продукция селян вывозилась на ярмарки в Рашков и Каменку, а также за пределы Подолии.
В 1861 году открыта церковно-приходская школа. В 1901 году в селе проживало 1525 православных прихожан, которые занимались земледелием, огородничеством, разведением виноградников, а некоторые — ломкою камня. По происхождению половина жителей села молдаване, другая половина — украинцы.
Социальное расслоение в селе росло и в начале XX века жители села были вовлечены в крестьянские волнения и события гражданской войны. После установления в селе советской власти созданы ревком, комбеды, организованы ликбезы и первый колхоз имени Котовского (в 1929 году), построен небольшой консервный завод, проведена электрификация. В 1930-х годах местное зажиточное крестьянство подверглось репрессиям и некоторые семьи были вынуждены бежать на правый берег Днестра в румынскую Бессарабию.
В июле 1941 года село было оккупировано немецко-румынскими войсками. При вступлении оккупантов в село были расстреляны в поле 11 человек, которые везли продукты колхозникам, ухаживающим за эвакуированным колхозным скотом. Возле своего дома был расстрелян сельский активист орденоносец Г. В. Чеколтан. За время оккупации население сократилось почти вдвое, село было сильно разрушено, а сельскохозяйственная техника вывезена в Румынию. Ущерб, нанесённый колхозу, составил свыше 13 миллионов рублей.
Подойма стала одним из первых приднестровских сёл, освобождённых от оккупантов. Это произошло 23 марта 1944 года силами партизанского отряда «Советская Молдавия» под командованием Я. А. Мухина и четырьмя танками регулярных частей советской армии. В память об этих событиях был сооружён монумент воинам-освободителям.
В 1959 году Подойма и соседнее село Подоймица образовали один колхоз имени Г. И. Котовского, который позже стал крупнейшим в районе хозяйством-«миллионером». Колхоз специализировался на овощеводстве (60 % продукции), активно занимались огородничеством и селяне на своих приусадебных участках. Поэтому село шутливо прозывали «помидорной столицей» района. Также колхозники занимались возделыванием фруктов, табака, бахчевых культур, выращивали свиней и крупный рогатый скот. Овощная продукция хозяйства в свежем виде вывозилась в другие республики СССР и частично перерабатывалась на Каменском консервном заводе. Была построена крупная овощебаза. В окрестностях села добывали гравий и бутовый камень.
В 1970–1980-х годах колхоз достиг наивысшего расцвета. В селе сданы в эксплуатацию производственный комбинат, средняя школа, Дом культуры, библиотеки, фельдшерско-акушерский пункт, детские ясли, Дом быта, отделение связи, ресторан, кафе, магазины. Был разбит сельский парк. При сельском Доме культуре создан ансамбль флуеристов.
В 1990-х годах с распадом СССР и потерей традиционных рынков сбыта начался тяжёлый социально-экономический кризис, колхоз распался, благосостояние населения снизилось. Село трудно входит в новые рыночные отношения. На базе бывшего крупного колхоза создаётся несколько мелких узкоспециализированных коллективных сельхозпредприятий (КСП), основанных на арендных отношениях землепользования.
На территории села работают средняя школа, сельская врачебная амбулатория, отделения сберкассы и связи, детский сад, спортивно-технический клуб, магазины.
Церковь Рождества Пресвятой Богородицы образует общий приход для сёл Подойма и Подоймица. Это один из немногочисленных храмов в Приднестровье, не прекращавших свою деятельность и после хрущёвских гонений на церковь.